# Johann Samuel Petri
Johann Samuel Petri, né le 1er novembre 1738 à Sorau (Basse-Lusace polonaise) et mort le 12 avril 1808 à Bautzen (Basse-Lusace allemande), est un compositeur enseignant, chantre et auteur allemand d'origine sorabe. 
Petri apprit le piano, puis reçu une formation pratique pour l'orgue en 1753 par son professeur et organiste de Sorau. Ce dernier mourut en 1754 et Johann Petri le remplaça, à l'âge de 16 ans, comme vicaire de l'église paroissiale et reçut la charge d'organiste de la chapelle pendant la vacance jusqu'en 1755.
Il suivit ensuite des études musicales à l'Université de Leipzig. En 1762, il rencontra Wilhelm Friedemann Bach, Georg Philipp Telemann, Johann Adolph Hasse et Johann Gottlieb Graun. Il fut influencé par le style musical Baroque.
Le 11 juin 1771 Petri épousa Victoria Henriette Schmidt, une fille de Sebnitz qui lui donnera deux fils et quatre filles.
Il reprit sa fonction d'organiste ainsi que celui de professeur de musique. De 1799 à 1804, il fut le maître du futur compositeur Leopold Schefer.

## Œuvres
- Instructions pour la pratique de la musique pour chanteurs et joueurs d'instruments, Neuangehende, Lauban 1767
- Guide pratique de la musique, 2 éditions augmentées par Breitkopf, Leipzig 1782
- Instruction pour orgue réguliers et de bon goût, Vienne 1802
- Petri composa également plusieurs cantates.